# بلکیس (سیریک)
بلکیس (ترکی استانبولی: Belkıs) یک محله در ترکیه است که در ناحیهٔ سریک، آنتالیا واقع شده است. جمعیت این محله تا سال ۲۰۲۲ برابر با ۱۵۶۴ نفر بوده است.